# Сантеул-Мік
Сантеул-Мік (рум. Santăul Mic) — село у повіті Біхор в Румунії. Входить до складу комуни Борш.
Село розташоване на відстані 446 км на північний захід від Бухареста, 10 км на північний захід від Ораді, 140 км на захід від Клуж-Напоки.

## Населення
За даними перепису населення 2002 року у селі проживали 452 особи.
Національний склад населення села:
| Національність | Кількість осіб | Відсоток |
| -------------- | -------------- | -------- |
| угорці         | 404            | 89,4%    |
| румуни         | 24             | 5,3%     |
| цигани         | 24             | 5,3%     |

Рідною мовою назвали:
| Мова      | Кількість осіб | Відсоток |
| --------- | -------------- | -------- |
| угорська  | 415            | 91,8%    |
| румунська | 20             | 4,4%     |
| циганська | 17             | 3,8%     |